# Улица Гришина (Москва)
У́лица Гри́шина (до 11 августа 1962 года улица Куйбышева)— улица в Москве на Можайского района Западного административного округа.

## Расположение
Улица начинается от дублёра Можайского шоссе, проходит в направлении на северо-запад и заканчивается примыканием к улице Маршала Неделина. Нумерация домов начинается от Можайского шоссе.

## Происхождение названия
В составе города Кунцево называлась Улица Куйбышева. После включения в состав Москвы в 1960 году была переименована в связи с дублированием тогдашнего названия улицы Ильинка.
Современное название улица получила 11 августа 1962 года в честь советского военачальника Героя Советского Союза И. Т. Гришина (1901—1951).

## Здания и сооружения

### По нечётной стороне
- № 1, 3 — жилые дома
- № 5 — жилой дом, универсам «ДИКСИ», аптека, дом быта «Уют», фотостудия братьев Комаровых
- № 7, 17 — пятиэтажные жилые дома
- № 9 — жилой дом, универсам «Пятёрочка», аптека
- № 11 — бывший детский сад
- № 13 — пятиэтажка
- № 15 — жилой дом, аптека, универсам «Магнит» (раньше был универсам «АБК»)
- № 21к1, 21к2, 21к3, 21к4, 23к1, 23к2, 23к3, 23к4, 23к5, 23к6, 25 — пятиэтажки (в доме № 23к1 — магазин спортивных товаров и товаров для рыбалки и охоты «Золотая пуля», в доме № 25 — универсам «Магнит»)

### По чётной стороне
- № 2к1, 2к2 — панельные жилые дома
- № 8к1 — жилой дом
- № 8к3 — Центр социального обслуживания района Можайский (бывшая средняя школа № 1156)
- № 10к2, 10к3, 10к4с2 — жилые дома. В доме № 10, корп. 2 жил литературный критик Ю. Г. Буртин[5].
- № 10к4 — здание бывшей районной котельной 1957 года постройки. Труба котельной используется для размещения базовых станций операторов сотовой связи.
- № 12к1, 12к2, 14 — жилые дома
- № 16 — бывший детский сад (на этом месте строится жилой комплекс Левел Кутузовский (клубный дом «Гришина, 16»)
- № 18к1 — жилой дом, Кунцевская межрайонная прокуратура г. Москвы, магазин косметики и бытовой химии «Улыбка радуги», магазин «Рукоделие»
- № 18к2 — панельный жилой дом
- № 20 — кирпичный 12-этажный жилой дом
- № 24к1, 24к2 — сталинские пятиэтажки (в доме № 24к1 — салон-парикмахерская «Арина-Классик», магазин «Природа», аптека «888»)

## Транспорт

### Наземный транспорт
По улице общественный транспорт не ходит. В 1965—1968 годах по улице ходил автобус № 104, который затем был переведён на улицу Гвардейская.
Неподалёку, на Можайском шоссе, расположена автобусная остановка «Улица Гришина», откуда ходят автобусы
- до метро «Кунцевская»:
  - № 45 — (66-й квартал Кунцева — Метро «Кунцевская»)
  - № 190 — (Беловежская улица — Метро «Молодёжная»)
  - № 612 — (Улица Герасима Курина — Троекуровское кладбище) (только к ул. Герасима Курина)
- до метро «Славянский бульвар»:
  - № 157 — (Беловежская улица — Киевский вокзал)
  - № 205 — (Совхоз «Заречье» — Улица Довженко)
  - № 231 — (Беловежская улица — Метро «Филёвский парк»)
  - № 818 — (Международный университет — Метро «Филёвский парк»)
  - № 840 — (66-й квартал Кунцева— Киевский вокзал)
- в соседние районы города:
  - № 104 (Метро «Филёвский парк» — Платформа «Рабочий Посёлок») (кольцевой, только к платформе «Рабочий Посёлок»)
  - № 198 (66-й квартал Кунцева — Матвеевское)
  - № 609 (Беловежская улица — Станция «Кунцево») (кольцевой, только к Беловежской ул.)
  - № 732 (Крылатское — Метро «Славянский бульвар»)
  - № 779 (Улица Федосьино — Платформа «Рабочий Посёлок») (кольцевой, только к платформе «Рабочий Посёлок»)